# Cryptochia furcata
Cryptochia furcata är en nattsländeart som beskrevs av Donald G. Denning 1953. Cryptochia furcata ingår i släktet Cryptochia och familjen husmasknattsländor. Inga underarter finns listade i Catalogue of Life.